# 安伯瓦利區
安伯瓦利區（英語：Amber Valley）是英格蘭德比郡東部的一個具有自治市鎮地位的非都會區，因安伯河而得名。其議會設在里普利。該區覆蓋德比郡北部的半農村地區。該地區有四個主要城鎮，其經濟以煤炭開採為基礎。
新區因安伯河而被命名為安伯瓦利區。安伯瓦利區於 1989年獲得市鎮地位，允許議會主席獲得市長頭銜。